# Il cappello di paglia di Firenze
Il cappello di paglia di Firenze è un'opera lirica di Nino Rota, su libretto proprio e della madre Ernesta Rinaldi. L'opera, scritta nel 1945, andò in scena solo nel 1955. L'opera ottenne un ottimo successo, e fu subito rappresentata in Italia - in prima nazionale il 21 aprile di quell'anno al Teatro Massimo di Palermo con Nicola Filacuridi ed Alfredo Mariotti per la regia di Corrado Pavolini con la direzione musicale di Jonel Perlea - e all'estero.
L'opera è basata sulla farsa Un chapeau de paille d'Italie scritta da Eugène Labiche e Marc-Michel nel 1851.

## Trama
Fadinard, nel giorno delle sue nozze con l'amata Elena, passeggia con il suo cavallo, quando questi mangia il cappello di paglia di Firenze di Anaide, in dolce conversazione con l'amante Emilio.
Anaide pretende un altro cappello, per non far ingelosire il gelosissimo marito Beaupertuis. Fadinard allora va prima dalla modista, poi dalla baronessa di Champigny, che ne ha uno uguale. La baronessa però lo scambia per un violinista che doveva tenere un concerto, e trattiene Fadinard. Fadinard riesce a spiegare la situazione, ma la baronessa spiega che ha appena dato il suo cappello alla figlioccia: la signora di Beaupertuis.
Si reca allora da Beaupartuis, seguito dal padre di Elena e dagli invitati, al barone, che si è insospettito per l'assenza della moglie.
Tuttavia Fadinard capisce che la signora di Beaupertuis è Anaide. Il futuro suocero minaccia di mandare a monte le nozze, e, quando tutto sembra perduto, arriva lo zio sordo Vézinet, che presenta il suo regalo di nozze: un cappello di paglia di Firenze. Anaide può così tornare a casa, e Fadinard può sposare Elena.

## Discografia
- Il cappello di paglia di Firenze, con: Ugo Benelli/ Alfredo Mariotti/ Viorica Cortez/ Daniela Mazzuccato/ Mario Basiola jr./ Edith Martelli/ Giorgio Zancanaro/ Mario Carlin/ Enrico Campi/ Angelo Mercuriali/ Pier Francesco Poli/ Sergio Tedesco/ Orchestra Sinfonica di Roma/ direttore: Nino Rota / RCA.- Ricordi